# 莱宁根
莱宁根是德国莱茵兰-普法尔茨州的一个市镇。总面积5.75平方公里，总人口762人，其中男性393人，女性369人（2011年12月31日），人口密度133人/平方公里。